# Gene Mauch
Gene William Mauch (né le 18 novembre 1925 à Salina au Kansas, mort le 8 août 2005 à Rancho Mirage en Californie) est un joueur et entraîneur américain de baseball.
Il a joué dans les Ligues majeures de baseball pour six équipes différentes en 9 saisons de 1944 à 1957, puis a dirigé quatre formations de 1960 à 1987.
Surtout connu comme gérant, Gene Mauch a dirigé les Phillies de Philadelphie de 1960 à 1968, a été le premier gérant de l'histoire des Expos de Montréal de 1969 à 1975, a mené les Twins du Minnesota de 1976 à 1980, puis les Angels de la Californie en 1981, 1982, et de 1985 à 1987.
Ses 1 127 matchs comme gérant des Expos de Montréal sont restés un record jusqu'à ce qu'il soit dépassé par Felipe Alou (1 408 matchs dirigés). Gagnant de 499 matchs contre 627 défaites au cours des 7 premières saisons de l'histoire des Expos, son total de victoires à la barre du club est dépassé par Buck Rodgers (520 victoires) puis Alou (691). 
Parmi les gérants des ligues majeures n'ayant jamais remporté de championnat avec les équipes qu'il a dirigées, il est celui comptant le plus de victoires en saison. Avec 1 902 victoires en carrière, Mauch occupe en date de 2017 le 12e rang de l'histoire des majeures. En 2017, les 3 942 matchs qu'il a dirigés le plaçaient au 8e rang de l'histoire. 